# Herte (Adelsgeschlecht)

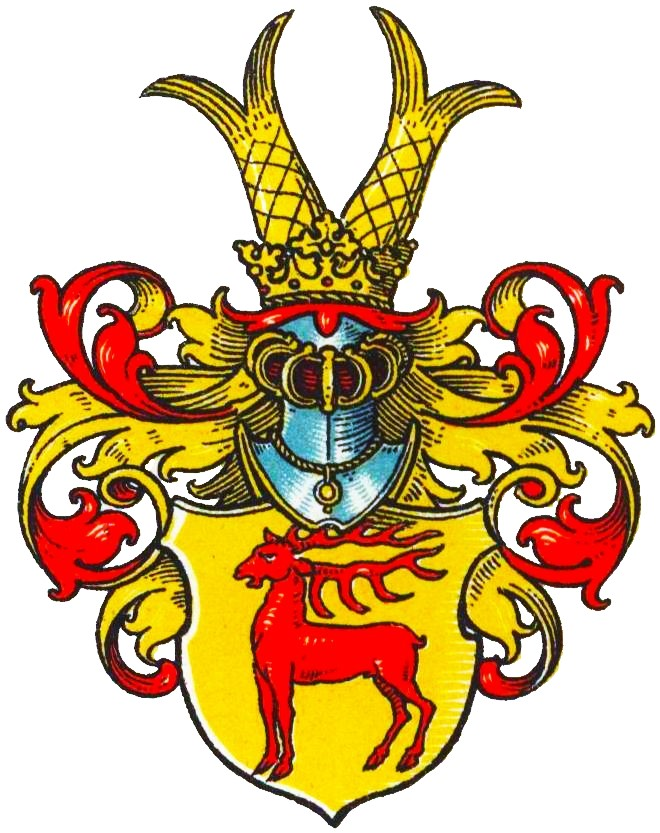
Wappen derer von Herte im Wappenbuch des Westfälischen Adels

Herte (auch Herte genannt Schotte o. ä.) ist der Name eines erloschenen westfälischen Adelsgeschlechts.

## Geschichte
Das Geschlecht stellte Burgmänner zu Olfen und Burg Botzlar.
1375 machten die Brüder Sivard und Kop de Herte bekannt, dass sie vom Abt zu Cappenberg das Gut Wepelinck im Kirchspiel Ottmarsbocholt gegen das Werdener Gut Grotehuis zu Swande im Kirchspiel Werne eingetauscht hatten. Die Siegel der Brüder zeigen einen springenden Hirsch.
Berndt de Herte war von 1506 bis 1517 Stiftsamtmann und Richter zu Freckenhorst.
Schotte de Herte verkaufte 1539 einen Acker. 1545, 1546 und 1547 war Johann de Herte genannt Schotte Kamener Bürgermeister. 1550 tritt Johann de Herte, nachgelassener Sohn der Eheleute Schotte de Herte und Margreten, Bürger zu Kamen, als Vormund auf, der im Namen seines Mündels einen Verkauf tätigte. Unter den Zeugen findet sich auch ein Engelbert de Herte. Im selben Jahr 1550 verkauften Engelbert de Herthe und seine Ehefrau Margrethe dem Bruder Engelberts, Johan de Herte, ihren Anteil am Dobbroick-Kamp. Bürgermeister Johann de Herte genannt Schotte, verheiratet mit Elisabeth, war bereits 1560 verstorben. In jenem Jahr verkauften Diderich, Johann, Hinrich und Matthies, Kinder des verstorbenen Bürgermeisters Johann de Herte genannt Schotte, zusammen mit Johann de Herte zu Unna und anderen etwas Land. Ein Jahr später, 1561, verkaufte Johann de Herte genannt Schotte, Sohn des verstorbenen Bürgermeister Johann de Herten genannt Schotte zu Kamen, den dritten Teil des Dobbenbroicks, von dem der Käufer schon zwei Teile von dem Halbbruder des verstorbenen Bürgermeisters, wohnhaft zu Unna gekauft hatte. Letzterer war vermutlich der ebenfalls auftretende Urkundenzeuge Johann de Herthe zu Unna. 1565 verkaufte Matthias de Herte, Sohn des verstorbenen Johanns de Herten genannt Schotten, Bürgermeister von Kamen, und seiner Ehefrau Elisabeth, etwas Land in Kamen. Unterschrieben ist die Urkunde u. a. auch von einem Johann de Herte, Matthias’ Vetter zu Unna. Im selben Jahr schlossen Matthias und sein Vetter Johann zu Unna einen Unterhaltsvertrag. Auch war besagter Johann de Herte, Bürger zu Unna und verheiratet mit einer Barbara, als Vormund für Matthias, Präbendar im Kloster Werden, aktiv.
1572 war Johann de Herte Kämmerer und Lohnherr der Stadt Unna. Noch 1578 tritt Johann de Herte in Unna als Zeuge auf. Schließlich findet sich noch 1594 ein Johann Schotte, Bürger zu Kamen, als Urkundenzeuge.

## Wappen
Blasonierung: In Gold ein (stehender oder springender) roter Hirsch. Auf dem gekrönten Helm mit rot-goldenen Helmdecken zwei goldene Fischschwänze.